# Emmanuel Vitale
Emmanuel (ou Emmanuele) Vitale (30 avril 1758 - 8 octobre 1802) est un notaire, militaire et homme d'État maltais. Il s'est illustré comme un meneur de l'insurrection maltaise contre l'occupant français en 1798 et a favorisé le protectorat britannique sur l'archipel.

## Biographie

### Jeunesse
Emmanuel Vitale nait à Rabat le 30 avril 1758. Il est le fils du notaire Saverio Vitale et de Rosa Caruana mariés le 14 novembre 1752 à Mdina. Sous l'influence paternelle, il devient lui aussi notaire. De 1785 et 1795, il succède à son père au poste de chancelier de l'Université à Mdina.

### Rôle durant l'occupation française de Malte
Les troupes françaises de Napoléon Bonaparte débarquent à Malte le 10 juin 1798. En deux jours, ils mettent fin à 267 ans de domination de l'Ordre de Saint-Jean de Jérusalem à Malte. 
Rapidement, les troupes françaises, sous le commandement du général Claude Henri Belgrand de Vaubois, se rendent impopulaires auprès de la population maltaise, en particulier à cause des pillages d'églises par les soldats. Pour éviter des exactions, Vitale cache les trésors de l'église de Saint-Joseph (Rabat) dans sa maison. 
À l'occasion d'une nouvelle tentative de pillage des damas et de l'argent d'un couvent de Mdina, Vitale parvient à ameuter une foule en colère et repousser les Français. L'émeute se transforme en insurrection contre l'occupant et Vitale se retrouve à la tête des forces maltaises improvisées (à l'exception des villes de Zebbug et Siggiewi qui sont dirigées par Francesco Saverio Caruana). Sous son commandement, ils expulsent les Français de Mdina, en utilisant un passage derrière la cathédrale Saint-Paul et prennent le contrôle de Mdina, l'ancienne capitale maltaise, en massacrant la garnison française. Surpris par cette action, les Français abandonnent la campagne maltaise, et se retirent à l'intérieur des fortifications de La Valette jusqu'à la fin du siège.
Vitale et les autres dirigeants mettent en place un gouvernement provisoire (l'Assemblée nationale) qui siège à la Banca Giuratale de Mdina le 3 septembre 1798. Il demande de l'aide étrangère et envoie un représentant à la cour de Naples. Vitale, le comte Salvadore Manduca, le Marquis Vincenzo de Piro et le comte Ferdinand Thurna Castelliti envoient également une lettre à l'amiral britannique Horatio Nelson. Ce dernier, qui vient de gagner avec la flotte britannique la bataille navale d'Aboukir le 1er août arrive en renfort à Malte, accompagné d'Alexander Ball. Il s'agit une fois de plus de supprimer la présence française en Méditerranée. Ils apportent des renforts ainsi qu'une flotte portugaise commandée par le marquis Nizza qui apporte des troupes, des fusils et de la poudre. 
En raison de désaccords sur la direction du mouvement entre Vitale et Caruana, c'est finalement Alexander Ball qui devient le président de l'Assemblée. Un congrès national est alors organisé, composé des chefs de village et de prêtres. 
Dans un premier temps, Ball était très critique envers Vitale, le décrivant comme ambitieux et mauvais administrateur. Mais son opinion changea au vu de ses compétences de meneur d'hommes tout au long du siège. Le 31 mars 1800, Vitale et une vingtaine d'autres représentants signent une lettre indiquant que les Maltais voulaient devenir sujets de la Grande-Bretagne. 
Le blocus de Malte porte finalement ses fruits. Les troupes françaises de La Vallette se rendent aux Britanniques le 4 septembre 1800 alors que la mortalité au sein de la garnison atteignait une centaine de morts par jour en raison de la sous-nutrition et du typhus.

### Gouverneur de Gozo
L'archipel maltais passe alors sous protectorat britannique dont Alexander Ball devient le commissaire civil. Il nomme d'abord Vitale luogotenente (chef de village) de Senglea. 
Jusqu'à la reddition des Français, l'île voisine de Gozo est alors un État quasi indépendant dirigé par son archiprêtre Saverio Cassar. Mais les Britanniques cherchent à assoir leur autorité sur tout l'archipel. Le 21 août 1801, le nouveau commissaire civil Charles Cameron décide de démettre Saverio Cassar (très lié au royaume de Naples) pour le remplacer par Vitale, beaucoup plus favorable à l'occupation britannique. 
Vitale meurt prématurément 14 mois plus tard, le 8 octobre 1802, à l'âge de 44 ans.

## Mémoire
Vitale reste dans la mémoire maltaise comme l'un des leaders maltais de l'insurrection. Il est représenté sur un timbre-poste maltais en 2002, mais on ne sait pas avec certitude si le timbre montre Vitale ou un membre du Reggimento dell'Artiglieria Bombardieri de l'Ordre de Saint-Jean.

## Sources
- (en) Cet article est partiellement ou en totalité issu de l’article de Wikipédia en anglais intitulé « Emmanuel Vitale » (voir la liste des auteurs).